# Cindy Olavarri
Cynthia „Cindy“ Olavarri (* 23. März 1955 in Pleasant Hill) ist eine ehemalige  US-amerikanische Radrennfahrerin.
Cindy Olavarri nahm insgesamt an sechs Weltmeisterschaften teil. 1983 errang sie in Zürich die Silbermedaille bei den Bahn-Weltmeisterschaften in der Einerverfolgung. Im selben Jahr wurde sie Zweite der US-Meisterschaft im Straßenrennen. 1984 belegte sie bei der Women’s Challenge Platz zwei.
Heute ist Cindy Olaverri als Personal Trainer tätig.